# 韓国車
韓国車（かんこくしゃ）は、大韓民国で生産される自動車、もしくは同国を本拠とするメーカーやブランドが販売する自動車のことである。
韓国には世界第3位（2021年1 - 9月期）の自動車メーカーであるヒョンデ及びジェネシス、同社傘下のキアの3ブランドが存在する。

## 概要

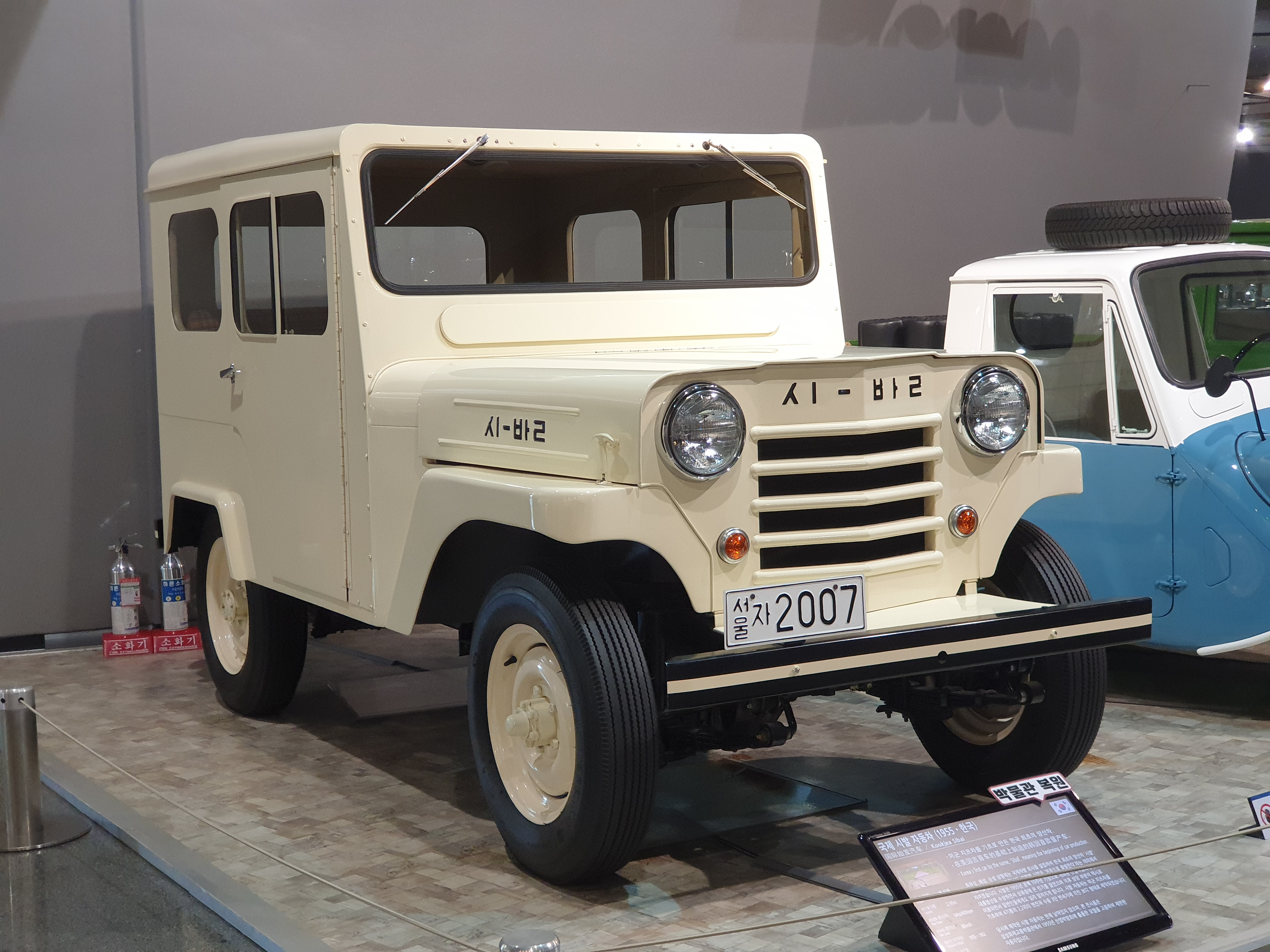
韓国で最初に製造された国産自動車「始発」
現物は現存せず写真は復元されたモデルである

韓国における自動車生産は1955年、米軍から払い下げられた中古軍用車の部品を流用して製作されたジープ型乗用車「始発（시발、シバル）」（1962年まで製造）が初であるが、本格的な自動車生産は、日産自動車と技術提携したセナラ自動車が、日産・ブルーバードのノックダウン生産を開始した1962年8月以降といえる。1988年に自動車の輸入が自由化されるまでは日米欧メーカーのモデルをノックダウン生産するケースが多かった。
| 自動車会社                        | 提携企業   | 元の車種           | ノックダウン 生産車種                             |
| --------------------------------- | ---------- | ------------------ | ------------------------------------------------- |
| セナラ自動車☆（새나라자동차）     | 日産       | ブルーバード       | セナラ（새나라）                                  |
| 新進自動車工業（신진자동차공업）☆ | トヨタ     | トヨペット・コロナ | コロナ（코로나）                                  |
| 新進自動車工業（신진자동차공업）☆ | トヨタ     | トヨタ・クラウン   | クラウン（크라운）                                |
| 新進自動車工業（신진자동차공업）☆ | トヨタ     | パブリカ           | パブリカ（퍼블리카）                              |
| GMコリア（GM코리아）☆             | GM         | ホールデン・トラナ | シボレー1700（시보레1700）                        |
| GMコリア（GM코리아）☆             | GM         | レコルト           | レコード1900（레코드1900）                        |
| 亜細亜自動車（아시아자동차）      | フィアット | フィアット・124    | フィアット124（피아트 124）                       |
| 起亞産業（기아산업）              | マツダ     | マツダ・K360       | K-360                                             |
| 起亞産業（기아산업）              | マツダ     | マツダ・T600       | T-600                                             |
| 起亞産業（기아산업）              | マツダ     | ファミリア         | ブリサ（브리사）                                  |
| 起亞産業（기아산업）              | フィアット | フィアット132      | フィアット132（피아트 132）                       |
| セハン 自動車（새한자동차）☆      | いすゞ     | いすゞジェミニ     | セハン・ジェミニ（새한 제미니 ）                  |
| 現代自動車（현대자동차）          | フォード   | フォード・コルチナ | ヒュンダイ・フォードコルチナ （현대 포드 코티나） |

注：☆の付いている会社はいずれも現在の大宇自動車→GM大宇→韓国GMの前身
（自動車の輸入が）自由化された1988年の時点で30%であった乗用車の関税率は漸減され、1995年以降は8%となっている。一方で、「輸入先多辺化（輸入先多角化）制度」と呼ばれる事実上の対日輸入禁止品目において自動車が指定されていたために、日本車の輸入・販売は1998年7月に至るまで禁止されていた。しかし、米韓FTAが2012年3月15日より発効されることとなり、アメリカ車への関税率が発効直後は4%、数年後に撤廃されることとなったため、アメリカで生産される日本車に関しても同様に関税が減少・撤廃されることとなった。これに合わせてトヨタ・カムリの韓国向け輸出は、2012年以降アメリカから行われることとなった。
韓国車はヨーロッパや北アメリカを始めとした、世界各国で販売されている。中国、インドなどの巨大新興市場での現代自動車の販売台数はトヨタを上回っている。今までは価格の安さで売れていた。最大手の現代自動車でも、最大の国外市場であるアメリカ合衆国ではこれまで、自身の商品を「日本車の安価な代用品」と位置付けてビジネスを行っていた。しかし、ウォン高の進行によって価格が高騰し、セールスポイントである「安さ」が失われ、逆に日本車が円安や低価格車戦略などによって韓国車より価格が下回るケースが出ている。発展途上国でもさらに価格の安い中国車にシェアを奪われつつある。そのような状況でも売上が好調な理由としては、品質面での信頼性向上もさることながら、メーカーがブランド戦略を行ったことによる、韓国車に対するユーザーのイメージの改善が好影響を及ぼしたとも考えられる。品質面では、JDパワー社の調査によると、2006年に初期品質調査で、現代自動車の「ヒュンダイ」ブランドがポルシェ、レクサスに並んで3位になったが、同社による耐久性調査では業界平均を下回る評価に留まる。しかし2016、2017年と起亜が米国の初期品質調査で1位、ジェネシスが2位を獲得するなど、近年は従来の評価を覆しつつある。
しかし、アメリカでの品質・信頼性への評価が全体的に向上しているにも関わらず、依然同国における現代自動車の販売は販売店への多額のインセンティブ（販売報償金）やレンタカー会社への大量販売に頼っているのが現状である。同社のアラバマ工場では2007年の第4四半期に、生産調整のため2週間の操業停止を行った。これは在庫過剰にともなう措置であったが、開業間もない工場では極めて稀な事態という。
韓国車のデザインは2000年代前半頃までは日本車の影響が強かったが、2000年代後半からその影響を脱し飛躍的に向上している。これは現代自動車グループが、生産効率よりもデザイン優先に経営方針を定め、起亜がアウディのチーフデザイナーだったペーター・シュライヤーを獲得して最高デザイン責任者に据え、現代がBMWのチーフデザイナーだったクリストファー・チャップマンを獲得してデザイン責任者に据えたことが影響している。「流体の彫刻」をコンセプトにしたデザインコンセプトが世界で受け、現代自動車グループの立役者となったペーター・シュライヤーは、2012年12月に起亜自動車社長兼現代自動車グループの最高デザイン責任者に就任した。
韓国車は小型車から高級車、大型トラック・バスまで車種がフルラインナップされているが、スポーツカーやスーパーカー、ピックアップトラックといった趣味性の強い車種がほとんど存在しなかった。これは、韓国内でモータースポーツ文化が大衆には根付いていないことや、メーカー自体も海外レース参戦（によるブランドイメージ向上）に消極的であることが理由として挙げられる。その点は韓国メーカー側も自認しており、2010年代以降はモータースポーツへの参戦や、高級車・高性能ブランドの立ち上げに努めている。

## 車両クラス
ここでは、SUVも含めた乗用車に絞って記す（販売終了分も含む）。近年は各セグメントにおいてハイブリッドカー（ハイブリッドチャ）やプラグインハイブリッドカー（プラグインハイブリッドチャ）、EV（チョンギチャ）のラインナップが拡充されてきている。

### 軽車（キョンチャ）

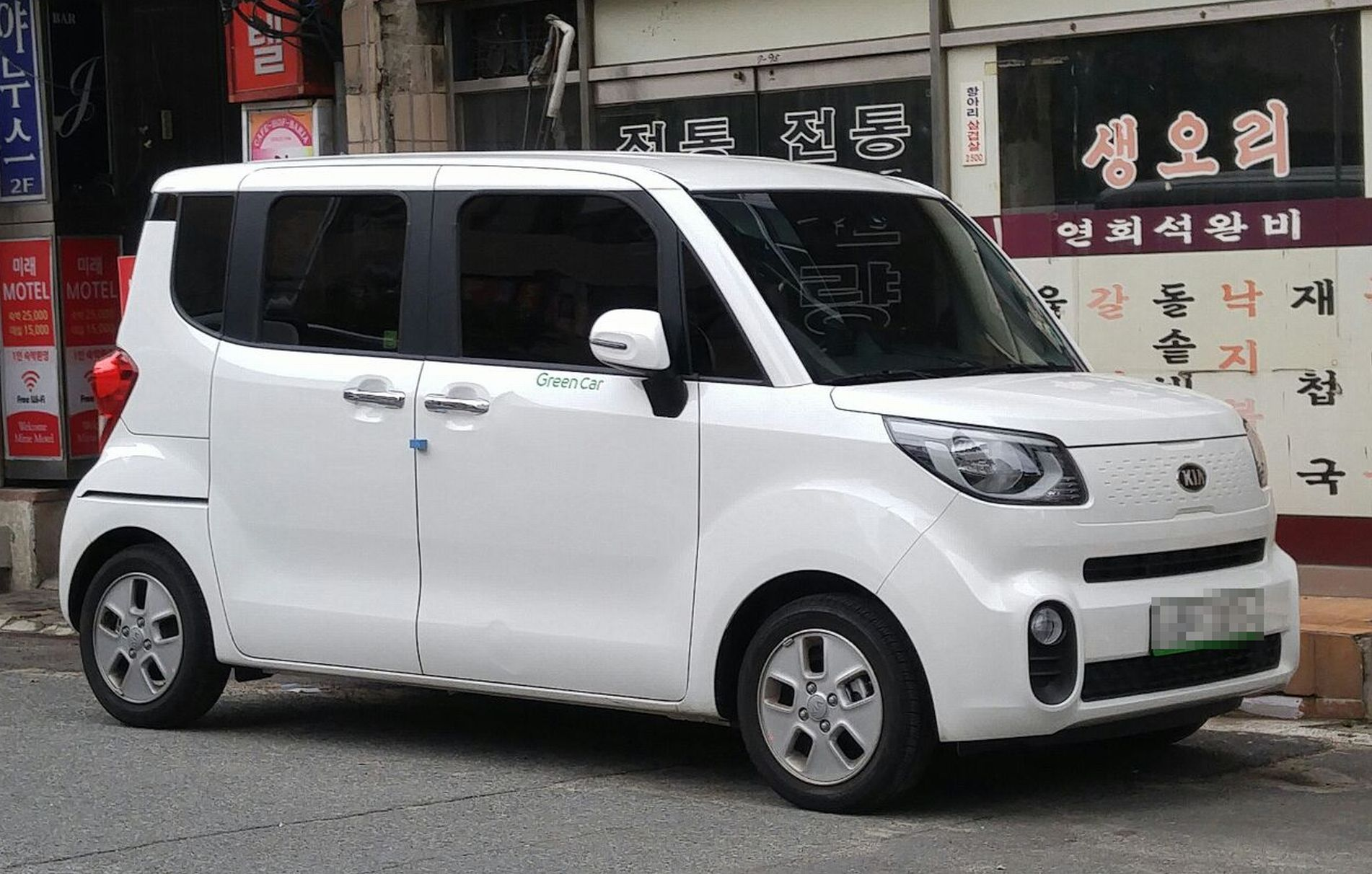
軽車の例
（キア・レイ）

- Aセグメントや日本のリッターカークラスに相当。排気量の上限は1000cc（1.0L）と決まっており、すべて直列3気筒である（スパークとレイはEVを除く）。車両価格が安いだけでなく、各種税金や高速料金が割引になるなど様々なメリットを享受できる。
  - シボレー・スパーク、キア・モーニング、キア・レイ、ヒュンダイ・キャスパー

### 小型車（ソヒョンチャ）

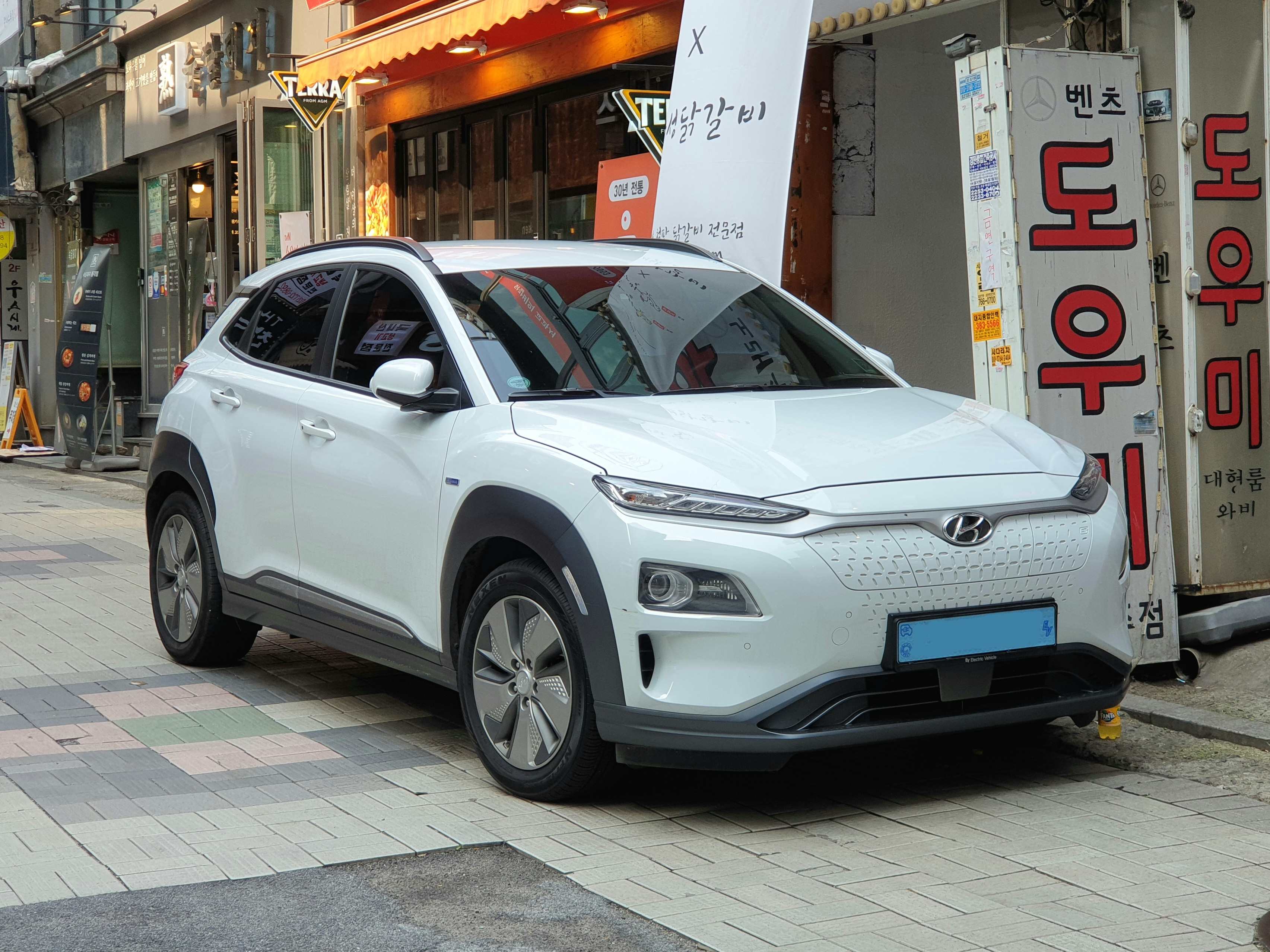
小型車の例
（ヒュンダイ・コナ エレクトリック）

- Bセグメントや日本のコンパクトカーに相当。排気量は1.01L〜1.6L、直列4気筒がメイン。SUVの場合はサイズからB・Cセグメントのポジションであることが多い。
  - シボレー・アベオ、ヒュンダイ・コナ、キア・ソウル、雙龍・チボリ、ルノーサムスン・QM3など

### 準中型車（チュンジュンヒョンチャ）

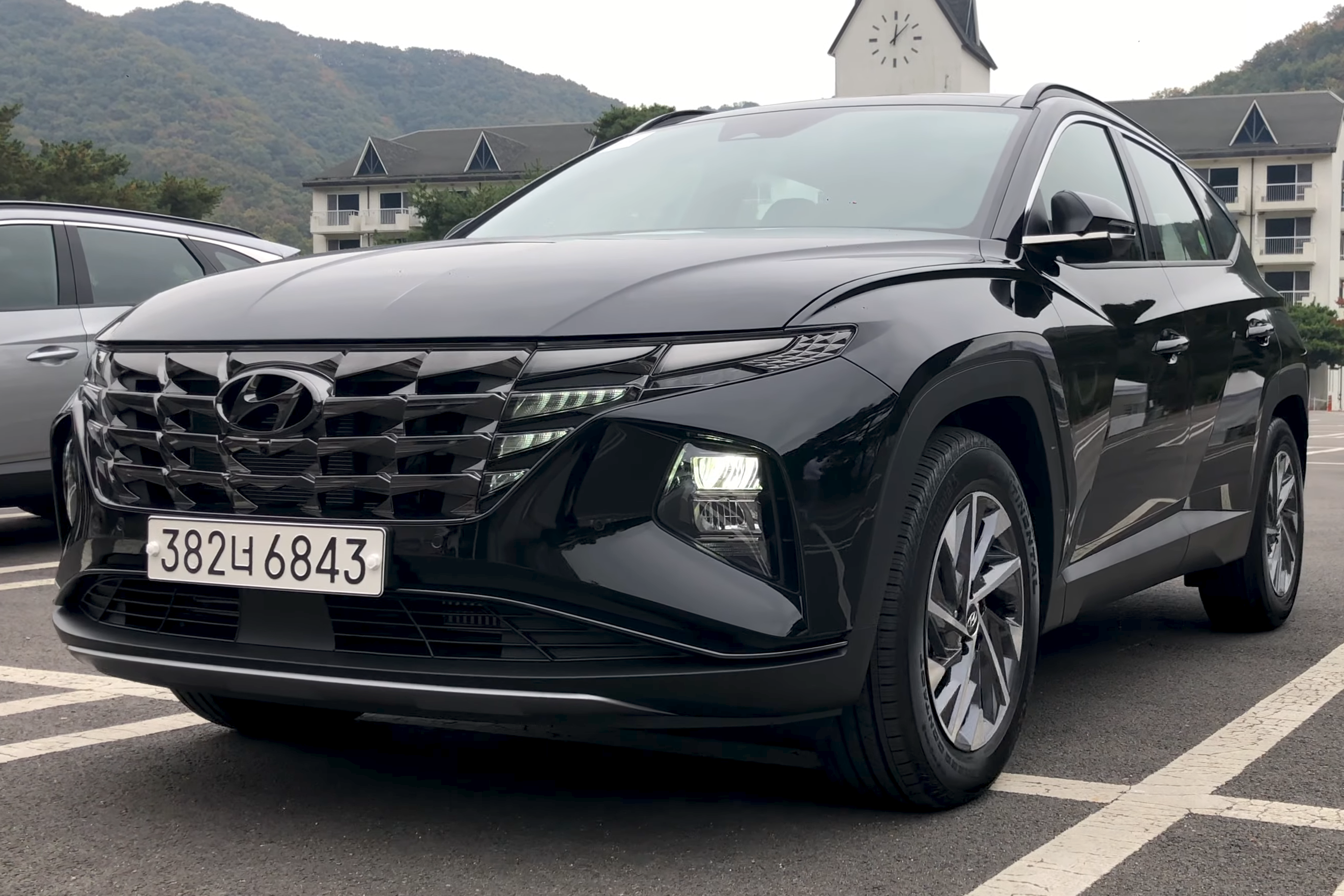
準中型車の例
（ヒュンダイ・ツーソン）

- Cセグメントに相当。排気量は1.5〜2.0L、直列4気筒がメイン。SUVの場合はサイズからC・Dセグメントのポジションであることが多い。
  - ヒュンダイ・アバンテ、ヒュンダイ・ツーソン、キア・K3、キア・スポーテージ、雙龍・コランド、ルノーコリア・XM3など。

### 中型車（ジュンヒョンチャ）

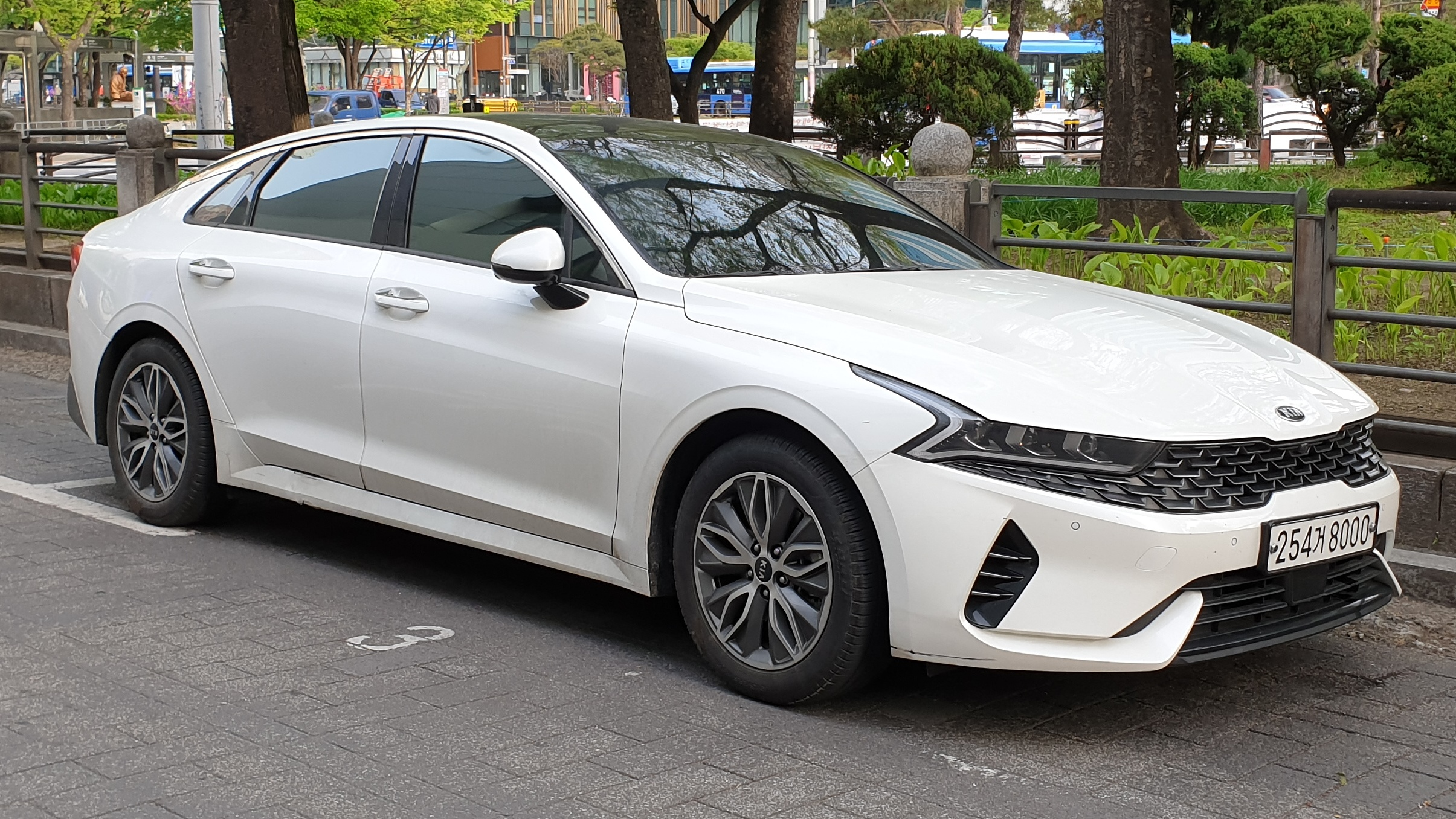
中型車の例
（キア・K5）

- Dセグメントに相当。排気量は1.5L〜2.5L、直列4気筒がメイン。ハイブリッド設定車種もある。SUVの場合はサイズからD・Eセグメントのポジションであることが多い。
  - ヒュンダイ・ソナタ、ヒュンダイ・サンタフェ、キア・K5、キア・ソレント、ルノーコリア・QM6など。

### 準大型車（チュンデヒョンチャ）

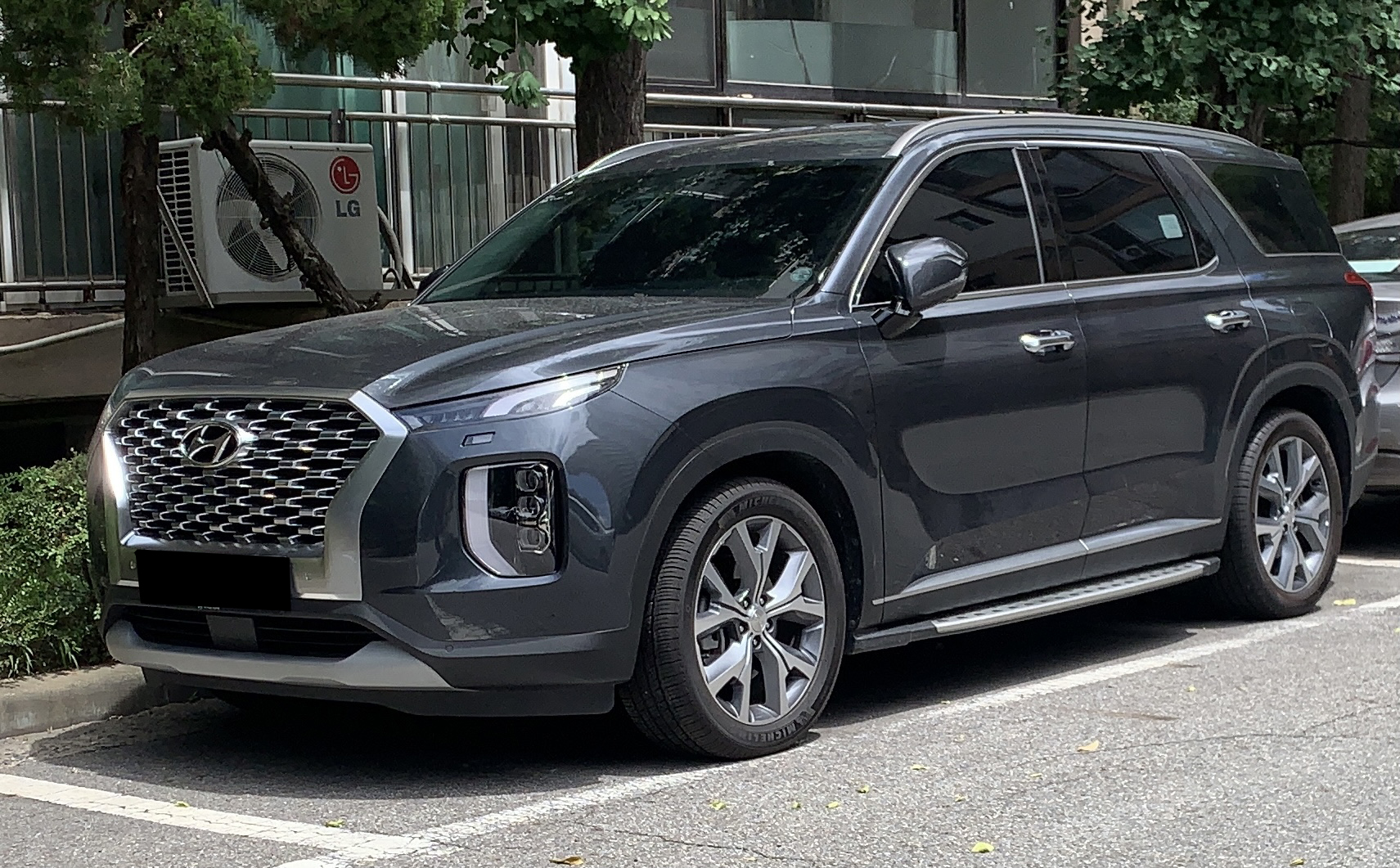
準大型車の例
（ヒュンダイ・パリセード）

- Eセグメントに相当。排気量は2.4L〜3.5L、直列4気筒〜V型6気筒、ハイブリッドやディーゼルの設定車種も用意するなどバリエーションも幅広い。
  - ヒュンダイ・グレンジャー、ヒュンダイ・パリセード、キア・K8、ジェネシス・G80など。

### 大型車（デヒョンチャ）

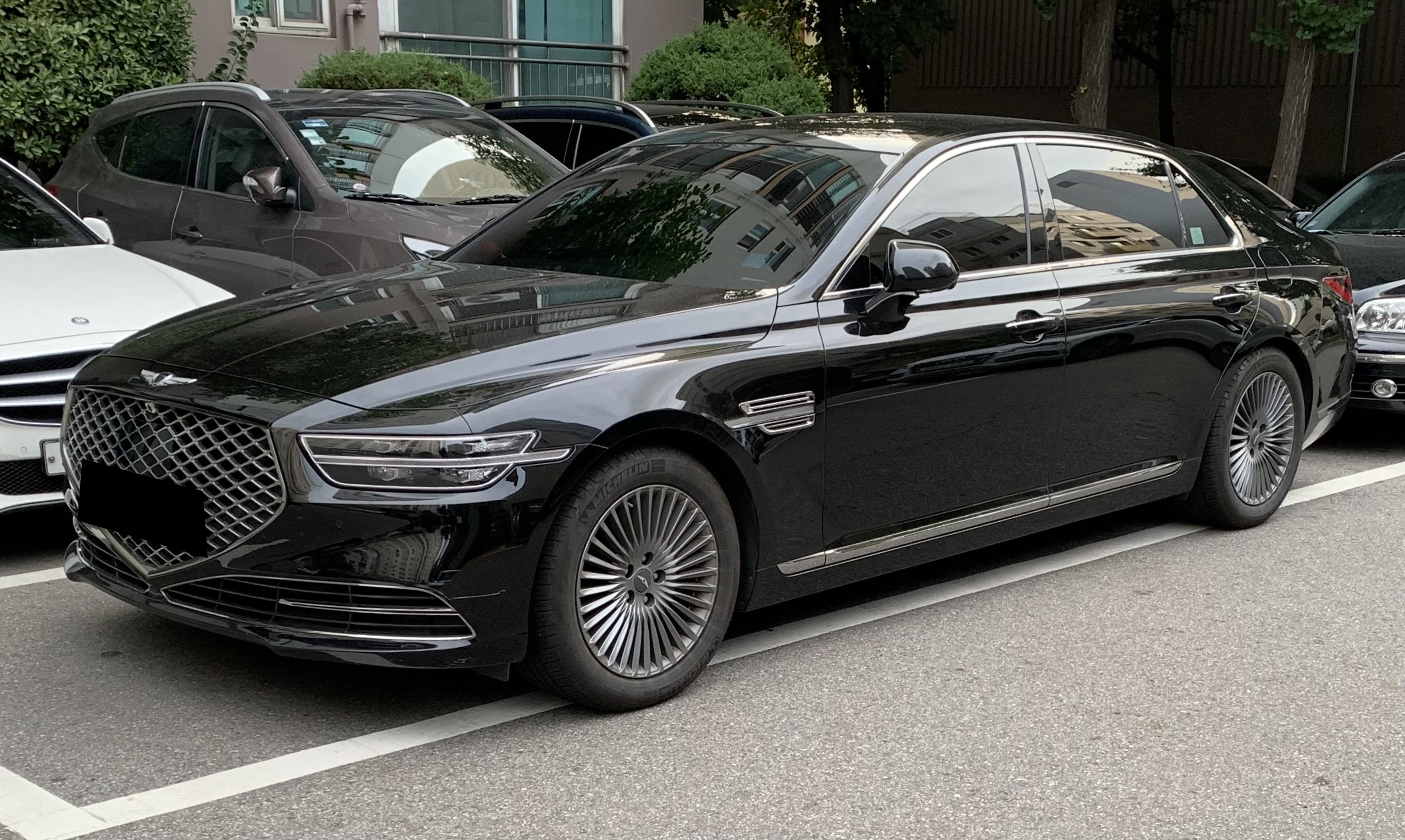
大型車の例
（ジェネシス・G90）

- Fセグメントに相当。排気量は2.5L〜5.0L、直列4気筒〜V型8気筒と幅広い。
  - キア・K9、ジェネシス・G90、雙龍・チェアマンWなど。

## 受賞など
最近は、電気自動車や自動運転の分野で、技術的な評価も多くなってきた。
現代自動車のアバンテとジェネシスがアメリカのカー・オブ・ザ・イヤー、i30がオーストラリアのカー・オブ・ザ・イヤーを受賞、起亜自動車のシードがスウェーデンのカー・オブ・ザ・イヤーに選ばれ、ヨーロッパ・カー・オブ・ザ・イヤーにおいては4位となった。
日本においても現代自動車のトゥサン（日本名：ヒュンダイJM）、ソナタ、i30がグッドデザイン賞を受賞している。ただし、ソナタについては後述する類似性の問題もあり、批判的な意見も少なくない。

## 主なメーカー・ブランド

### 四輪・トラック・バス
- 現代-起亜自動車グループ
  - 現代自動車（ヒョンデ）
    - ジェネシス（ヒョンデの高級車ブランド）

  - 起亜自動車（キア）
- 旧大宇系
  - 韓国GM - 旧・GM大宇（デウ）。ゼネラルモーターズ傘下。旧大宇自動車の乗用車部門をGMが買収。
  - タタ大宇商用車 - 印タタ・モーターズ傘下。旧大宇自動車のトラック部門をタタが買収
  - 大宇バス - 旧大宇自動車のバス部門だった
- ルノーコリア - ルノー傘下。旧名・ルノーサムスン自動車→ルノーコリア自動車
- 宇進産電
- エジソン・モータース
- KGモビリティ - 旧・サンヨン自動車。KGグループ/印マヒンドラ傘下
- プロト自動車 - 解散
- CT&T - 韓国初の電気自動車専業メーカー

### 二輪
- S&Tモータース - 旧・ヒョースンモーター
- デーリムモーター

### 日本の主な輸入業者
- ヒョンデモビリティジャパン - 旧称・ヒュンダイモータージャパン。現代自動車100%出資
  - 乗用車(第2期)
  - 商用車、及び乗用車(第1期)リコール情報
- ジェネシス・ジャパン（株式会社ディーズ・クラブ） - ジェネシスクーペ並行輸入
- 株式会社オートレックス - マティス正規輸入・販売及びe-zoneインポーター。マティス以外の大宇・双竜車も輸入していた。
- 日本自動車公正検定協会 - CT&T e-zone特設サイト(e-zone販売)
- ヒョースンモータージャパン

#### 過去の輸入業者
- 三菱商事/三菱自動車 - ヒュンダイ・エクセル

#### 韓国メーカー以外のブランドで販売する(販売した)業者
（ ）内は現地名
- ルノー - ルノー・コレオス（ルノーサムスン・QM5）、ルノー・アルカナ（ルノーコリア・XM3）
- スズキ - シボレー・オプトラ（GM大宇・ラセッティ）
- シボレー - シボレー・ソニック（シボレー・アベオ）、シボレー・キャプティバ（GM大宇・ウィンストーム）
- オートラマ（フォード）- 初代フォード・フェスティバの左ハンドル車（キア・プライド第一世代）。日本において右ハンドル車はマツダ製

## モデルチェンジと名称の関係、グレード体系
韓国車、とりわけ韓国国内仕様車ではルノーサムスンを除き、フルモデルチェンジやビッグマイナーチェンジ時に名称が変わる場合が多い。海外仕様については、変更を迎合しない地域（オセアニア各国など）もあるため、フルモデルチェンジを実施後も従来の名称を踏襲するケースがほとんどである。
なお、2011年以降、韓国GMの展開するシボレーブランド車については、他国と名称はほぼ共通である（シボレー・アベオ→ソニック、GM・アルフェオン→ビュイック・ラクロスなど一部例外あり）。
- デーウ・マティスの場合
  - マティス→マティスII（初代マイナーチェンジ）→オールニューマティス（2代目）→マティス・クリエイティブ（3代目）/マティス・クラシック（2代目））→シボレー・スパーク（3代目）
- ヒュンダイ・クーペの場合
  - ティブロン→ティブロン・タービュランス（マイナーチェンジ）→トスカーニ→ニュー・トスカーニ（マイナーチェンジ）
- ヒュンダイ・ツーソンの場合
  - ツーソン（初代）→ツーソンiX（2代目）→ツーソン（3代目）
- キア・ソレントの場合
  - ソレント（初代）→ソレントR（2代目）→ソレント（3代目）
- キア・スポーテージの場合
  - スポーテージ（初代、2代目）→スポーテージR（3代目）→スポーテージ（4代目）

比較的韓国車のマイナーチェンジにはフェイスリフトを含むものが多く、その変更範囲はボディ全体から、時にはインパネにまで及び、一目見ただけではマイナーチェンジとはわからないものも多い。特にクーペの場合、あまりにも外装や名称が変わりすぎているためか、しばしば誤解され、ティブロンを初代、タービュランスを2代目、トスカーニを3代目とする傾向もままある。
逆に言えば、過去の車種の名前がサブネームなしで利用されるのは韓国車ではあまり見られないケースと言える。さらに、最近ヒュンダイ車を中心に増えてきているサブネームを付けないニューモデルにおいても
- ヒュンダイ・ソナタの場合
  - ソナタ→ソナタII→ソナタIII→EFソナタ→ニューEFソナタ（4代目マイナーチェンジ）→ソナタ [1] →ソナタ・トランスフォーム（5代目マイナーチェンジ）→ソナタ [2]

形式名([1] のモデルは「NF」、[2] は「YF」)をとって、「NFソナタ」「YFソナタ」としばしば呼ばれるなど、何らかの通称が生まれる場合が多い。それどころか、何らかの理由で区別が必要な場合、メーカー自身がその呼称を使う場合さえある。
- 形式名がベースになるパターン：グレンジャーTG、アバンテHD、サンタフェCM、NFソナタなど
- 頭に「ニュー」を付けるパターン：ニュー・プライド、ニュー・ヴェルナなど

なお、この手法は「SM5プラチナ」「QM5 Neo」「グレンジャーXG」と言った具合にメーカーが公式で行う場合もあり、中には前述の「ニューEFソナタ」「NEW SM7 Nova」のように、両方使用する場合も存在する。
韓国国内に限っては知名度と拡販性向上のためにジャンルの枠を脱したブランド展開をするケースも有る。
- ヒュンダイ・トラジェの場合
  - 韓国も含め、正式名称は「トラジェ」だが、メーカー自身が「もう一つのXG」と宣伝するとともに、通称名も「トラジェXG」と呼ばれることが多かった。
- 雙龍・ロディウスの場合
  - ロディウス→ニューロディウス→コランドツーリスモ

グレード体系については、他国メーカーと比べると入れ替わりが多く、特別仕様車の登場により僅か数か月で廃止されるケース、あるいは1つのグレードや特別仕様車の廃止によって復活することがよくある。特に、後述するルノーサムスン車においてはそれが顕著である。ルノーサムスン・QM5を例にとると、特別仕様車や新グレードの登場で「SEプラス」というグレードは2度廃止されるも、3度目の登場で現在ラインナップされている。また、同社SM5の場合においても、「XE」というグレードが3代目だけでも都合2回消滅し、「XE TCE」の名で3度目の登場を果たしている。

### 海外名
一方で、海外仕様車はフルモデルチェンジ後も初代モデルの名称のまま売られる場合が多い。市場によっても異なるが、例を挙げるとキアK3の輸出名「フォルテ」ならびに「セラト」、キアK5の「オプティマ」がそれにあたる。ただし、ルノーサムスン車の場合は輸出モデル全てがルノーブランド（一部、日産ブランド）として出荷され、サンヨン・ロディウスのように販売国に応じて車名が4種（ロディウス、コランドツーリスモ、ツーリスモ、スタヴィック）設定される例も存在する。
日本では韓国名や他の海外名がすでに他社に取られている場合（ティブロン、アクセント、クリック、アバンテ、エクセルなど）が見受けられる。また、TBに関しては「日本では“クリック”は他社の商標であり、“ゲッツ”はヴィッツと被ってしまう」ため、結局開発コード・形式名から取ったこの名称となった。
古い事例では、かつてエクセルを左ハンドルのまま対日輸出した際、これまた商標権の絡みで日本名が「ヒュンダイXL」に変えられた。このように日本仕様車には既存名や商標権の都合で形式名が由来の名称などが付けられる一方、フルモデルチェンジに伴って昔から使われている名称に変更される例（XG（グレンジャーXG）→グレンジャー (TG) など）もある。
「名前が被ってしまったために変更を迫られる」というケースは日本国内に限ったことではない。例えば、エラントラの初代、2代目モデルの名称が一部でラントラに変更されれたのも、他社からのクレームによるものであるとされるし、サンヨン・チボリやヒュンダイ・コナについても商標権の関係で、中国市場でのみ前者はチボラン（Tivolan）、後者はエンシノ（Encino）の名称で販売される。これらは当然、国産車や他の輸入車にも起こりうることでもある。また、2002年から日本においては地名を商標として申請できなくなったため、日本名の変更を余儀なくされた例（ヒュンダイ・トゥスカーニ→ヒュンダイ・クーペ、ヒュンダイ・ツーソン→ヒュンダイ・JM）もある。

## 日本での展開
日本では2005年より大宇バスが大型観光バス「BX212/H」を、2008年より現代自動車が世界戦略車として大型観光バス「ユニバース」をそれぞれ輸入販売している。これらは日本のバスよりも車両価格が安いことに加え、中国人観光客のインバウンド需要増加による日本国内メーカーのバス車両不足を受けて、受注を拡大してきた。ユニバースは2009年の正式販売以降徐々に販売台数を増やし、ピークの2016年には年間163台を販売した。
しかし、インバウンド需要が一段落した2018年には販売台数が年間12台と大幅に減らし、更にその後の新型コロナウイルス感染拡大による需要減少で販売台数は年間10台前後と低調のまま推移している。この他、2014年にはエジソン・モータース（当時はファイバー）が製造・販売する路線バスタイプの大型電気バス「ファイバード」が輸入されたが、車両の故障が頻発したことで導入からわずか5年で運行終了している。
欧米ブランドではルノーサムスン自動車で製造されるQM5を、ルノーブランドのコレオスとして、韓国GMのキャプティバとソニックがシボレーブランドで輸入・販売されているが、販売は低調である。2009年までは現代自動車が乗用車も輸入しており、過去にはGM大宇（大宇ブランドで輸入販売）や雙龍自動車（自社ブランドで販売）、起亜自動車（自社ブランド及びフォードブランドで販売）も正規輸入していたこともあった。またCT&Tのe-zone（電気自動車）も輸入されていたが、同社は経営破綻に至っている。
性能が日本車（国産車）に比べ多方面で劣ること、日本での韓国製品に対する印象が薄く、信頼もないこと、流通拠点・ディーラーの少なさなどによるアフターサービス面での不安、日本車の基盤が厚いなかでドイツ車を始めとする欧州車のようなブランド力がないことによる差別化の困難、さらには「現代（ヒュンダイ）を知らないのは日本だけかもしれない」といった挑戦的な広告が反感を買ったことなどが背景にある。現代自動車はコマーシャルに韓国人俳優ペ・ヨンジュンを起用し「とりかえっこキャンペーン」や「10年10万km保証」などを展開したものの、販売増加への貢献はなかった。
他方、沖縄県では2006年まで4年連続で輸入車販売台数のトップである。これには、地場のレンタカー会社であるOTSレンタカーが所有車の3分の1を現代自動車にしたことが寄与している。
2018年の国内での販売数は5台と完全に低迷している（2020年1月現在韓国ブランドで正規販売されている車種はユニバースのみである）。
2022年に現代自動車は、日本にアイオニック5とネッソの2車種を投入することを決定した。2009年に撤退して以来13年ぶりの日本再進出であり、7月にはデリバリーを始めた。また同年、ルノーコリアで製造されるXM3をルノー・アルカナとして投入したことで久々に韓国製のルノーが日本市場で販売されている。

## 技術力とブランド力の躍進
近年は各メーカーとも欧州からデザイナーを招へいした結果、デザイン力とクオリティについてはかつて隔世の感があった日本車勢をも脅かすほど大幅に向上。同時に、メカニズム面においても直噴エンジンやハイブリッドカー、多段式ATの投入などにより、過去のネガティブなイメージはかなり払拭されている。また、現代自動車のジェネシスやエクウスのように、従来は海外メーカーとの協業だった大型高級車の分野もゼロから自社単独で造り上げたり、ルノーサムスンや韓国GMのようにグループ企業（前者はルノー・日産系列、後者はGM系列）との連携を強めて高度なメカニズムを共同開発・採用するなど、技術力においても進歩を遂げている。
世界的傾向として見られる排気量のダウンサイジング化と乗用車向けクリーンディーゼルの採用に対してはまだ消極的ではあるが、韓国GMがシボレー・トラックスに、ルノーサムスンがSM5に小排気量のターボエンジンを搭載し、ヒュンダイがアバンテ、そしてその傘下の起亜がK3にそれぞれ1.6Lの、ルノーサムスンがQM3に1.5Lのコモンレールディーゼルを搭載するなど、その兆候は少しずつ見られる。
製造クオリティについても、日本メーカーと遜色ないレベルまで向上している。ルノー＝日産アライアンスは、ルノーサムスンをアジアにおける重要なハブと認め、デザインセンターを「ルノーデザイン・アジア」と昇格させるとともに、日産・ローグの全量の生産を2014年よりルノーサムスン釜山工場にて行うことに決定したほどである。
その一方で、技術力向上のあまり、他社を蔑む発言が見られるようになってきていることも事実である。一例として、ルノーサムスンが2013年に発表した「SM5 TCE」は、準中型車のスタンダードな排気量である2.0Lを大きくダウンサイジングさせた1.6Lターボエンジンを搭載して登場したが、起亜の「（同クラスの）K5は85万ウォンアップで271PSの高性能が得られる。190PS・1.6LのSM5は高すぎる」という批判に対し、ルノーサムスンが「開発目的は燃焼効率の追求であり、高出力の追求ではない。高出力であれば売れるという論理は傲慢」と真っ向から反論したり、2013年にルノーサムスンが販売を開始したQM3に対して、当時、このクラスの車種をラインアップしていなかった双竜自動車が「ルノーサムスンは自動車メーカーではなく、輸入商だ」と非難するなど、その表現はあからさまなものとなっている。
なお、技術力は向上したが、韓国内ではまだ韓国車の技術は他国に追い付いていないという意見も根強い。2015年2月7日に発表された、韓国のポータルサイトが20代と30代の会社員1802人を対象に実施したアンケートでは、回答者の64.2%が輸入車を購入したいと答え、その理由として「国産車より優れた性能」という回答が最多だった。

## 今後の展開
中国の自動車会社が、韓国の自動車会社が1980年代から1990年代にかけて行っていたのと全く同じビジネスを開始しつつある現状であり、韓国車は高級分野へ移行せざるを得ないとされる。
現代自動車は、高級セダン「ジェネシス」を発表、米国の自動車雑誌「モータートレンド」がジェネシスのコンセプトカー（デモンストレーション用の試作車）を表紙モデルとして紹介するなどしている。同誌は「ジェネシスは現代自動車を高級車メーカーに発展させる驚くべき車だ」と評価した。また、同誌は「BH（プロジェクト名）のコンセプトカーであるジェネシスが世界を驚かせたのはもちろんGM、トヨタ、BMW、メルセデス・ベンツまでもが注目している」とし、優れたデザインと商品性を賞賛した。また同誌は「現代自動車の発展を象徴する高級セダンの登場は日本のライバルメーカーにとって大きな試練となるだろう」とし、現代自動車が日本のレクサスやインフィニティなどのモデルと競争を展開することを予想した。
しかし、ジェネシスのフロントデザインはトヨタ・カムリとの類似性を朝鮮日報によって指摘されていることからも、現代自動車はアイデンティティの希薄さが未だ克服できていない部分もある。
その他「ストのヒュンダイ」と呼ばれるほど労働組合が強く、人件費の高騰が韓国企業の中でも飛びぬけており、毎年ストライキが発生しているという労使問題を抱えている。
しかしながら、2007年に現代自動車の労使がストなしで賃金および団体交渉に妥結するという前例のないことが起きた。1987年に結成されて以来、94年を除き20年にわたり毎年ストを繰り返してきた現代自動車労組の今回の変化は、名目上はストに嫌気が差した組合員内部からの反発となっているが、実は合意事項は「新車の生産工場と生産量を労使共同委員会で審議・議決する」「海外工場の新設・増設はもちろん、国内生産車種の海外移転や海外生産製品の第3国輸出までも労組の同意を受ける」という内容となっていた。現代自動車は今後の工場建設や国内車種の海外移転、海外生産品の輸出に至るまで、組合員雇用に影響を及ぼす事案について労組の同意を必要とすることになった。この内容であれば労組側がストなしで交渉妥結に至るのも当然であるといえる。
近年はウォン高による相対的な価格の上昇や現代自動車の不祥事など様々な要因により、先進国における韓国車のシェアは低下傾向である。しかし、積極的な新興国へのマーケティングにより、新興国での販売は増加している。

## その他
ヒュンダイのソナタやアバンテ、ルノーサムスンSM5など一部の車種には税制面で有利かつ燃料費の安いLPG仕様とした障害者仕様をカタログモデルとして設定している。仕様は障害者の障害度合いに応じて事細かにセッティングされる。
障害者仕様は消費税10%が非課税となるため、SM5（2013年式）を例にとると、同じ「SEプラス」でも通常仕様が2.510万ウォンであるのに対し、障害者仕様は2.145万ウォンと割安になる。